# Historische monumenten van oud-Kyoto (Kyoto, Uji en Otsu)
De Historische monumenten van oud-Kyoto (Kyoto, Uji en Otsu) zijn een groep van 13 tempels, 3 schrijnen en 1 kasteel in de stad Kyoto en de naburige steden Uji en Otsu die sinds 1994 door de UNESCO als Werelderfgoed erkend zijn.

## Lijst
- Kamo-schrijn (賀茂神社), shintoschrijn in Kyoto.
- Shimogamo-jinja (上賀茂神社), shintoschrijn in Kyoto.
- Tō-ji (東寺), boeddhistische tempel in Kyoto.
- Kiyomizu-dera (清水寺), boeddhistische tempel in Kyoto.
- Enryaku-ji (延暦寺), boeddhistische tempel in Otsu.
- Daigo-ji (醍醐寺), boeddhistische tempel in Kyoto.
- Ninna-ji (仁和寺), boeddhistische tempel in Kyoto.
- Byōdō-in (平等院), boeddhistische tempel in Uji.
- Ujigami-schrijn (宇治上神社), shintoschrijn in Uji.
- Kōzan-ji (高山寺), boeddhistische tempel in Kyoto.
- Saihō-ji (西芳寺), boeddhistische tempel in Kyoto.
- Tenryū-ji (天龍寺), boeddhistische tempel in Kyoto.
- Kinkaku-ji (金閣寺), tempel in Kyoto.
- Ginkaku-ji (銀閣寺), boeddhistische tempel in Kyoto.
- Ryoan-ji (龍安寺), boeddhistische tempel in Kyoto.
- Hongan-ji (本願寺), boeddhistische tempel in Kyoto.
- Kasteel Nijō (二条城), een kasteel in Kyoto.
- Fushimi Inari-taisha "shrinewalk"

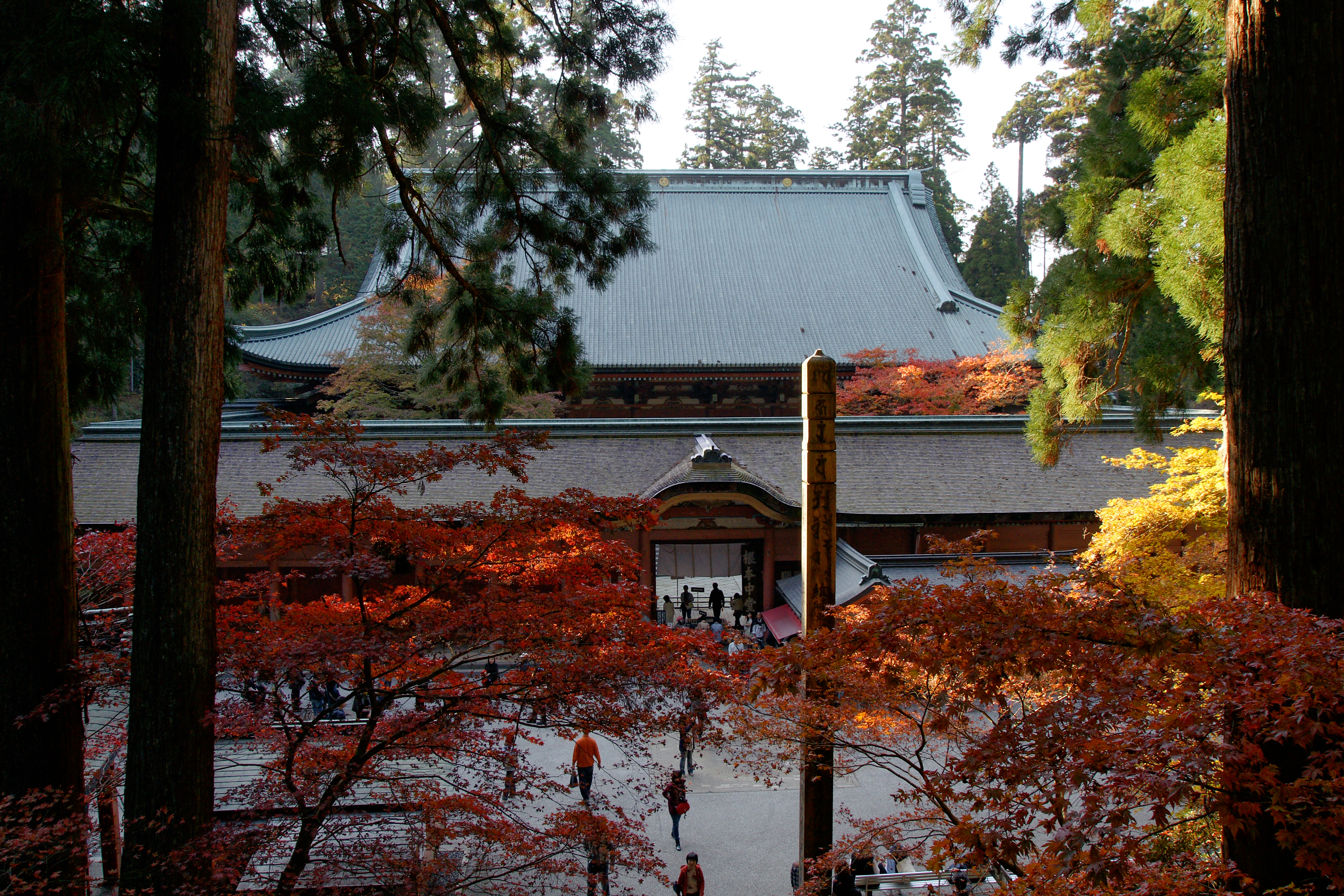
Enryaku-ji
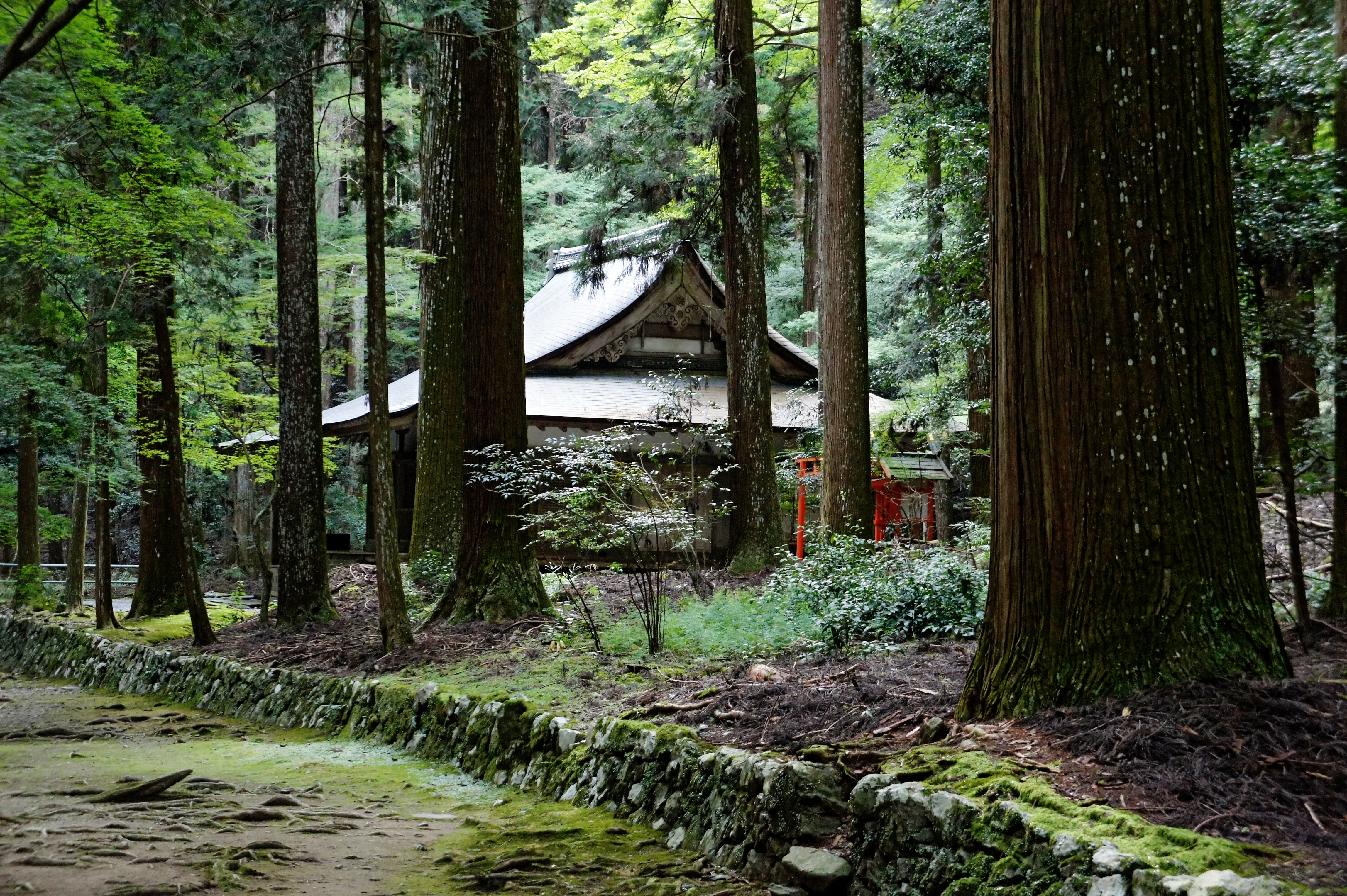
Kōzan-ji
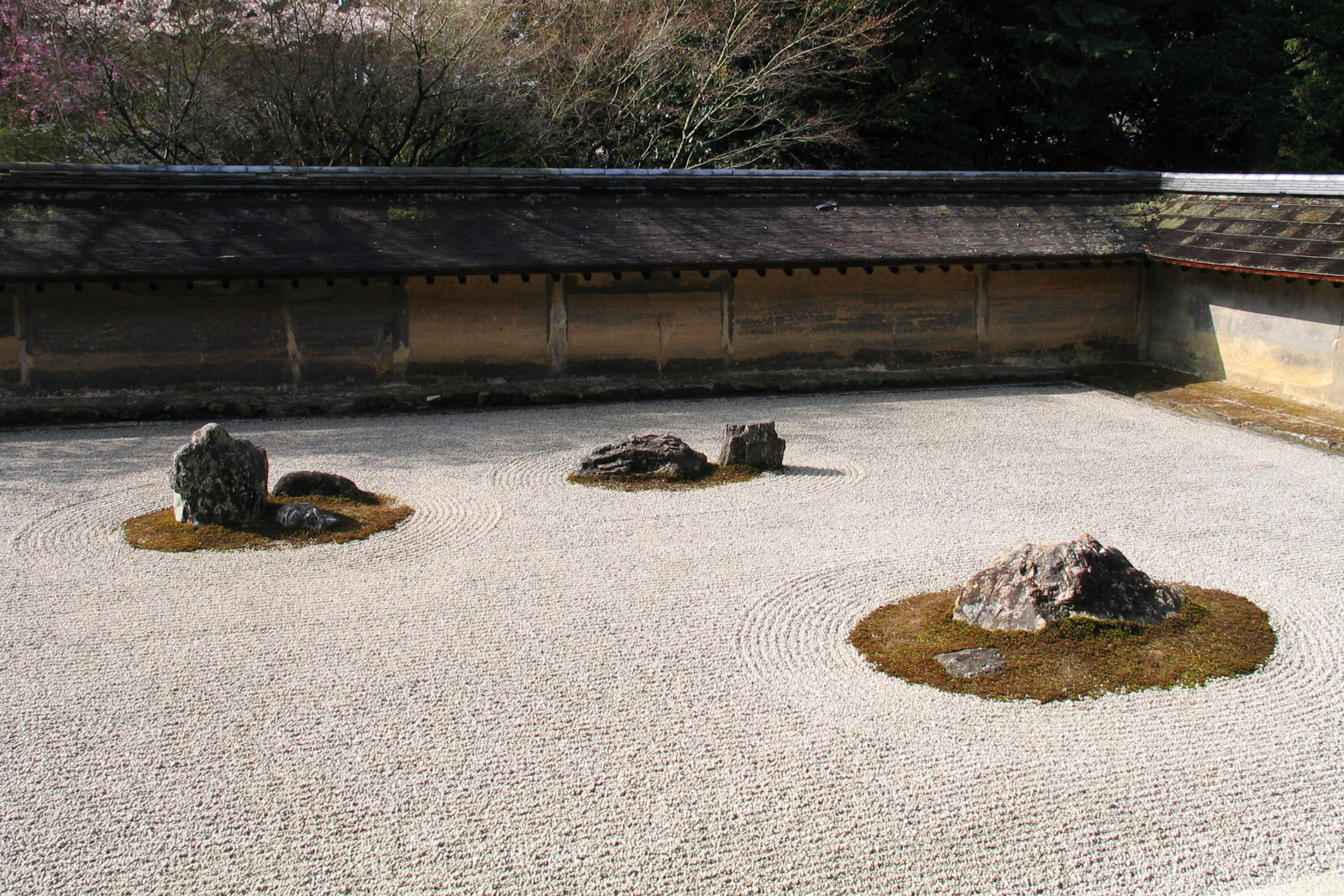
Ryoan-ji